# Pays de Bray
Das Pays de Bray ist ein Naturraum in Frankreich an der Grenze der Départements Seine-Maritime und Oise. Es liegt zwischen Neufchâtel-en-Bray und Beauvais. Die Heckenlandschaft (Bocage) ist Teil des großen Kalkplateaus, das auch den nördlich gelegenen Teil der Picardie, das Pays de Caux, das Pays de Thelle und den Vexin umfasst. Es wird durch ihre Böden aus Tonmineralen charakterisiert. In der Landschaft dominiert die Milchviehhaltung.

## Einteilung

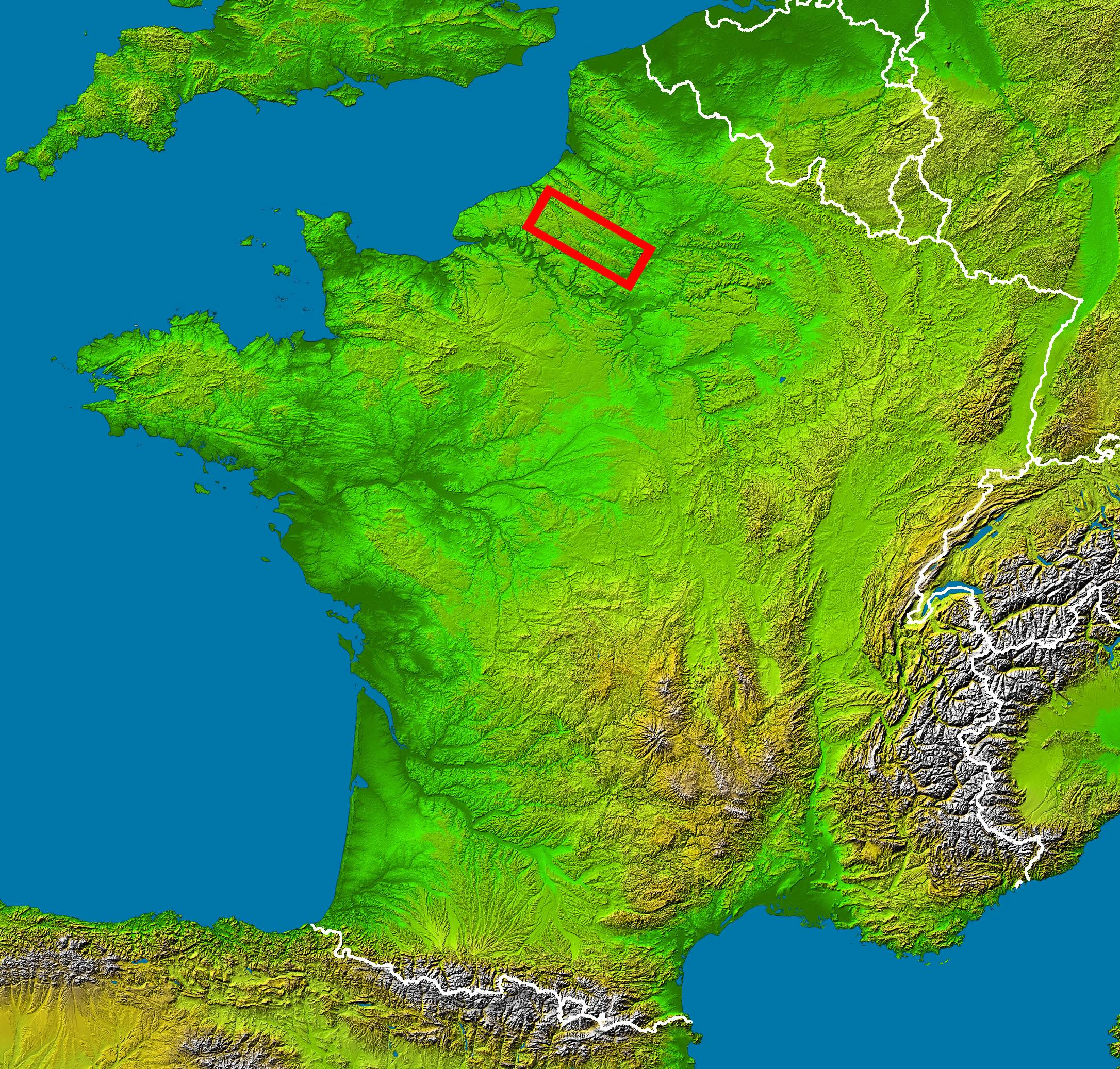
Lage des Pays de Bray

Der im Département Seine-Maritime gelegene Teil ist das Bray normand und der im Département Oise gelegene Teil das Bray picard.

## Hydrographie
Im Pays de Bray entspringen die Epte, die Andelle (beide rechte Nebenflüsse der Seine), die Béthune, die Varenne und die Eaulne (Quellflüsse des Arques) sowie der Avelon, der sich in den ebenfalls in der Landschaft entspringenden Thérain, einen Nebenfluss der Oise, ergießt.

## Orte in der Region
Wichtige Orte sind Neufchâtel-en-Bray, Forges-les-Eaux, Gournay-en-Bray und Saint-Saëns in dem in der Haute-Normandie gelegenen Teil sowie Auneuil im picardischen Teil.

## Geschützte Herkunftsbezeichnungen
In der Landschaft gibt es drei geschützte Herkunftsbezeichnungen (AOC): Neufchâtel (Käse), Calvados und Pommeau de Normandie.

## Keramische Industrie und Handwerk
Das Töpferhandwerk verfügt in mehreren Gemeinden des Bray picard über eine lange Tradition, so in Savignies, Lachapelle-aux-Pots, Saint-Germain-la-Poterie und Saint-Paul. Schon am Ende des Mittelalters wurde das Töpfergeschirr nach England und über den Rhein ausgeführt. Seit dem 19. Jahrhundert blühte auch die Ziegeleiindustrie. Die Fliesenherstellung entwickelte sich in der zweiten Hälfte des 19. Jahrhunderts; die Betriebe arbeiten teilweise noch.
Koordinaten: 49° 50′ 0″ N, 1° 25′ 0″ O